# Serguéi Betov
Serguéi Betov, nacido el 15 de octubre de 1987, es un extenista profesional bielorruso.

## Carrera
Su ranking más alto a nivel individual fue el puesto N.º 340, alcanzado el 1 de agosto de 2011. A nivel de dobles alcanzó el puesto N.º 61 el 26 de octubre de 2015.
Hasta el momento ha obtenido 6 títulos de la categoría ATP Challenger Series, en la modalidad de dobles.

### Copa Davis
Desde el año 2008 es participante del Equipo de Copa Davis de Bielorrusia. Tiene en esta competición un récord total de partidos ganados/perdidos de 1/7 (0/6 en individuales y 1/1 en dobles).

## Títulos; 7 (0 + 7)
| Leyenda                        | Individuales | Dobles |
| ------------------------------ | ------------ | ------ |
| Grand Slam (tenis)\|Grand Slam | 0            | 0      |
| ATP World Tour Finals          | 0            | 0      |
| ATP World Tour Másters 1000    | 0            | 0      |
| ATP World Tour 500 Series      | 0            | 0      |
| ATP World Tour 250 Series      | 0            | 0      |
| ATP Challenger Series          | 0            | 7      |

### Dobles
| N.º | Fecha      | Torneo                   | Superficie    | Compañero      | Oponentes en la final                    | Resultado        |
| --- | ---------- | ------------------------ | ------------- | -------------- | ---------------------------------------- | ---------------- |
| 1.  | 23.11.2013 | Challenger de Siberia    | Dura (i)      | Alexander Bury | Ivan Anikanov Ante Pavić                 | 6:4, 6:2         |
| 2.  | 22.02.2014 | Challenger de Astaná     | Dura (i)      | Aleksandr Bury | Andréi Golúbev Yevgueni Koroliov         | 6:1, 6:4         |
| 3.  | 16.05.2014 | Challenger de Samarcanda | Tierra batida | Aleksandr Bury | Shonigmatjon Shofayziyev Vaja Uzakov     | 6:4, 6:3         |
| 4.  | 24.05.2014 | Challenger de Qarshi     | Dura          | Aleksandr Bury | Maoxin Gong Hsien-yin Peng               | 7:5, 1:6, 10:6   |
| 5.  | 14.06.2014 | Challenger de Fergana    | Dura          | Aleksandr Bury | Nicolás Barrientos Stanislav Vovk        | 6:76, 7:61, 10:3 |
| 6.  | 13.07.2014 | Challenger de Portoroz   | Dura          | Aleksandr Bury | Ilija Bozoljac Flavio Cipolla            | 6:0, 6:3         |
| 7.  | 24.04.2015 | Challenger de Vercelli   | Tierra batida | Mijaíl Yelguin | Andrea Arnaboldi Hans Podlipnik-Castillo | 6:75, 7:5, 10:3  |